# ホイールバランサー
ホイールバランサーとは、自動車やトラクターなどの車輪の釣合を測定する調整する測定器具である。

## 概要
車輪の釣合には、偏心程度・静的釣合・動的釣合の3つの条件が関係しているが、これらの条件が十分に取れていない場合には、ハンドルのぶれ、車の振動、タイヤの異常摩擦などが発生するのでホイールバランサーで測定し調整する。